# جورين سبورتيفو
جورين سبورتيفو (بالإيطالية: Guerin Sportivo)‏ هي مجلة رياضية إيطالية. تأسست عام 1912 في تورينو، ويتم نشرها شهريًا وهي أقدم مجلة رياضية في العالم.

## وصلات خارجية
- الموقع الرسمي